# Jacob Lescaille
Jacob Lescaille (22 augustus 1611 – Amsterdam 1679) was een zeventiende-eeuwse Amsterdamse dichter, boekhandelaar, uitgever en drukker. Zijn naam wordt later ook wel gespeld als Lescailje.
Hij is de vader van boekhandelaarster en dichteres Katharyne Lescailje.

## Levensloop
De ouders van Jacob Lescaille waren afkomstig uit Genève. Ze zijn daar waarschijnlijk om geloofsredenen weggegaan en hebben zich in Dordrecht gevestigd. Jacob Lescaille kwam in 1630 als "lettersetter" in dienst bij drukkerij Blaeu in Amsterdam. Lescaille ("van Dordrecht, geen ouders hebbende, lettersetter") trouwde in 1634 met Geertruijt Rogaerts en ze kregen twee zoons, Jacob jr. (1640-1674 ) en Antoni (1643-1687).
Zijn vrouw stierf echter niet lang na 1643 en Jacob Lescaille ("boeckedrucker, woonende opde Oude Heregracht") hertrouwde in 1645 met Alida Verwou ("woonende opde Middeldam") (ca. 1612-1679). Deze "Aeltje" was weduwe van de boekdrukker Balthasar Crijnen van Dorsten en gaf sinds diens overlijden leiding aan zijn boekhandel/uitgeverij op de Middeldam (de huidige Dam in Amsterdam). Haar zoon Jan van Dorsten zou later bij drukkerij Blaeu gaan werken. Na hun trouwen zetten Lescaille en Verwou de boekhandel in hartje Amsterdam samen voort.
Jacob Lescaille en Alida Verwou kregen drie dochters: Barbara (1647-1677), Katharyne (1649-1711) en Aletta (1652-1725). 
In een opdracht van 1651 van Lescaille aan Gertruit Vermeulen, echtgenote van Joan Blaeu, bedankte hij Joan en vader Willem Blaeu met: soo veele en onverdiende gunsten … sedert meer dan twintigh jaren voor zijn opleiding en samenwerking sinds hij de boekhandel runde.
Tussen 1672 en 1679 werkte Lescaille weer voor Blaeu; nu als opzichter van de drukkerij en van hun redacteuren.
Lescaille overleed in 1679 te Amsterdam, ongeveer 68 jaar oud.

## De boekhandel
Lescaille werd op 28 mei 1644 in het gilde van boekverkopers opgenomen. Vanaf 1645 had hij met zijn tweede vrouw een eigen boekhandel op de Middeldam, gevestigd op de hoek van de vismarkt, in het 
zogenaamde "Huis onder het zeil"  schuin tegenover de Nieuwe Kerk.
De boekhandel was gespecialiseerd in toneelteksten. In 1658 werd Lescaille de vaste drukker van de Amsterdamse Schouwburg. Het pand op de Middeldam werd een ontmoetingsplek van Amsterdamse toneelschrijvers: "Men gaat er Aeltje’s deur niet voorbij, of ziet er de dichteren zij aan zij" (A.J. Kronenberg, Het Kunstgenootschap Nil Volentibus Arduum, 1876).
Waarschijnlijk was het de bedoeling dat de zoons Antoni Lescailje en Johannes (Jan) van Dorsten het bedrijf zouden voortzetten. Jan stierf echter in 1662 tijdens een reis naar Frankfurt die hij voor drukkerij Blaeu maakte, en Antoni's eigen boekhandel was failliet gegaan.
Na het overlijden van zowel Jacob Lescaille als Alida Verwou in 1679 werd de zaak onder de naam "de erven van J. Lescailje" voortgezet door de dochters Katharyne Lescailje en Aletta Lescailje, en door Matthias de Wreedt (weduwnaar van de oudste dochter Barbara Lescailje). Later erfde hun dochter Susanna de Wreedt hun deel van de boekwinkel en zij zou deze vanaf 1712 voortzetten met haar echtgenoot Dirk Rank, onder de naam "de erfgenamen van J. Lescailje en D. Rank".

## Dichterschap van Jacob Lescaille
Jacob Lescaille was naast uitgever/boekdrukker ook dichter. Door de Duitse graaf Philipp von Zesen werd hij zelfs tot "poëta laureatus" benoemd. Zijn meeste werk is echter verloren gegaan bij de grote brand in drukkerij Blaeu in 1672, een aantal jaar voor Lescailles dood. Het uitgeven van een verzameld werk, zoals wellicht in de bedoeling lag, was daarmee onmogelijk geworden.
Enkele gedichten zijn bewaard gebleven doordat ze waren opgenomen in verzamelbundels als Klioos Kraam en Den Bloemkrans. Hieronder met name gelegenheidsgedichten en lofdichten, zoals "Op het veroveren van 't huis te Gennep"; "Heete tranen gestort over 't droeve lijk van Gerardus Vossius"; "Klagt over 't vertrek van Joan Rutilius"; "Aan mijnen grooten vriend Hero Galama", "Lof van Dordrecht" en "Lof van Leiden".
Lescaille onderhield contacten en was bevriend met verschillende dichters van zijn tijd, waaronder Jan Vos, Joost van den Vondel, Gerard Brandt en Joan Blasius.

### Gedichten van Jacob Lescaille
Op de afbeelding mijner huisvrou, Aleda Verwou
Dit’s eenigh beeldt, dat my ontsteekt met hare stralen;
En mijn verliefde ziel geneest van hare smart.
Haar deught en vriendlijkheit kan mij doen adem halen.
Een vrome Wederga strekt balsem voor het hart.
Ons huwlijk is versterkt met levendige banden;
Waar in zy blinkt, en ik haar gaven in beschouw.
’t Is aangenaam door ’t vuur van kuische min te branden.
Het zoetst genoegen schenkt een deugdelijke vrouw.
(In: T. van Domselaar, Hollantsche Parnas, deel I, Amsterdam 1660, blz. 525)
Lof van Dordrecht
O herelijke maagd! Vorstin der edele steden
Van 't machtig Holland, bron van wijsheid, die de rede
Uw plaats geeft, als gij 't woord 't eerst van uw zusters doet!
O moeder van de deugd, van kunst en hoge moed!
Beschutster van het land, verwinster in het strijden,
Vreêmaakster in geschil, en pronk van oude tijden,
Sieraad der graven en vertoonster van hun pracht,
Bewaarster van het recht, schat van de oorlogskracht,
Hoe blaakt mijn ziel om u naar uw waardij te prijzen!
Maar wie kan u de eer die gij verdient, bewijzen?
(In: J. Blaeu, Toonneel der steden van de Vereenighde Nederlanden, met hare beschrijvingen, deel I, Amsterdam 1652)
- Bibliothèque nationale de France: cb12260432r (data)
- Biografisch Portaal: 35072185
- Digitale Bibliotheek voor de Nederlandse Letteren: lesc001
- Gemeinsame Normdatei: 1037536843
- International Standard Name Identifier: 0000 0001 1735 5623
- Library of Congress Control Number: nr2003017245
- Nederlandse Thesaurus van Auteursnamen: 070305803
- Système universitaire de documentation: 151557969
- Virtual International Authority File: 68330
- WorldCat: E39PBJpDQXVvBG4QVP8P66cMfq